# Emil Hübner (Philologe)

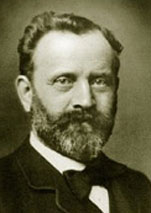
Emil Hübner

Ernst Willibald Emil Hübner (* 7. Juli 1834 in Düsseldorf; † 21. Februar 1901 in Charlottenburg bei Berlin) war ein deutscher klassischer Philologe und Epigraphiker.

## Leben
Emil Hübner war der Sohn des Malers, Professors und Galeriedirektors Julius Hübner und dessen Frau Pauline, geborene Bendemann (einer Schwester des Malers Eduard Bendemann). Sein jüngster Bruder Eduard (1842–1924) studierte Malerei, sein Bruder Hans Hübner (1837–1884) wurde später Professor für Chemie in Göttingen. Auch Emil Hübners Söhne Heinrich (1869–1945) und Ulrich (1872–1932) wurden Maler, sein dritter Sohn Rudolf (1864–1945) Rechtshistoriker. Emil Hübners Frau Marie (1839–1896) war eine Tochter des Historikers Johann Gustav Droysen und das Patenkind von Hübners Mutter Pauline.
Emil Hübner besuchte das Gymnasium in Dresden und studierte seit 1851 in Berlin und Bonn. Er wurde 1854 in Bonn bei Friedrich Ritschl mit einer Dissertation zum Thema Quaestiones onomatologicae Latinae promoviert und habilitierte sich 1859 in Berlin mit der Schrift De senatus populique Romani actis. Er führte epigraphische Forschungsreisen nach Italien, Spanien und Portugal durch und wurde 1863 außerordentlicher, 1870 ordentlicher Professor für klassische Philologie an der Friedrich-Wilhelms-Universität Berlin.
1891 wurde er als assoziiertes Mitglied in die Académie royale des Sciences, des Lettres et des Beaux-Arts de Belgique aufgenommen.

## Leistungen
Hübner war insbesondere auf dem Gebiet der lateinischen Epigraphik tätig. Er war einer der wichtigsten Mitarbeiter Theodor Mommsens beim Corpus Inscriptionum Latinarum und gab dessen Bände 2 mit den Inschriften der hispanischen Halbinsel (1869, mit einem Supplement 1892) sowie 7 mit den Inschriften Britanniens (1873) heraus, dazu einen Sonderband mit Abbildungen (1885). Daneben war er Herausgeber der Zeitschrift Hermes, musste aber 1881 nach einem Streit mit Mommsen und Ulrich von Wilamowitz-Moellendorff von dieser Funktion zurücktreten. Außerdem verfasste er Artikel für Paulys Realencyclopädie der classischen Altertumswissenschaft.

## Schriften
- Quaestiones onomatologicae Latinae. Bonn 1854 (Dissertation).
- De senatus populique Romani actis. Teubner, Leipzig 1859 (Habilitationsschrift).
- Die antiken Bildwerke in Madrid. Georg Reimer, Berlin 1862.
- Inscriptiones Hispaniae Latinae. Reimer, Berlin 1869; Nachdruck de Gruyter, Berlin 1974, ISBN 3-11-003187-6 (= Corpus Inscriptionum Latinarum, 2).
Supplementum. 1892; Nachdruck 1962.
- Inscriptiones Hispaniae christianae. 2 Bände. 1871–1900; Nachdruck Olms, Hildesheim 1975, ISBN 3-487-05483-3.
- Inscriptiones Britanniae Latinae. Reimer, Berlin 1873; Nachdruck 1996, ISBN 3-11-003194-9 (= Corpus Inscriptionum Latinarum, 7).
- Grundriss zu Vorlesungen über die Geschichte und Encyklopädie der classischen Philologie. Weidmann, Berlin 1876; 2. Auflage unter dem Titel: Bibliographie der klassischen Alterthumswissenschaft. Grundriss zu Vorlesungen über die Geschichte und Encyklopädie der klassischen Philologie. Hertz, Berlin 1889; Nachdruck Olms, Hildesheim 1973, ISBN 3-487-04737-3.
- Das römische Heer in Britannien. In: Hermes 16, 1881, S. 513–584.
- Exempla scripturae epigraphicae Latinae. A Caesaris dictatoris morte ad aetatem Justiniani. Berlin 1885; Nachdruck 1979, ISBN 3-11-004139-1 (Corpus Inscriptionum Latinarum, Auctarium).
- Correspondência epistolar entre Emílio Hübner e Martins Sarmento: arqueologia e Epigrafia; 1879–1899. Coligida e antoada por Mário Cardozo. Soc. Martins Sarmento, Guimarães 1947.
- Römische Herrschaft in Westeuropa (Sammelband vorheriger Schriften). Hertz, Berlin 1890.